# واباسو (مینه‌سوتا)
واباسو، مینه‌سوتا (به انگلیسی: Wabasso, Minnesota) یک شهر در ایالات متحده آمریکا است که در شهرستان ردوود، مینه‌سوتا واقع شده‌است.

## خصوصیات
واباسو ۲٫۲۳ کیلومترمربع مساحت و ۶۹۶ نفر جمعیت دارد و ۳۲۹ متر بالاتر از سطح دریا واقع شده‌است.